# Giuseppe Guindani
Giuseppe Guindani (Mantova, 29 marzo 1886 – Mantova, 17 dicembre 1946) è stato un pittore italiano.

## Biografia
Si iscrisse nel 1908 alla Accademia di belle arti di Brera e nel 1909-10 alla scuola libera di nudo dell'Accademia di belle arti di Venezia. Nel 1911 ritornò nella città natale dove, ad eccezione di soggiorni in Engadina (1913, 1921) e a Malcesine sul lago di Garda, svolse la sua attività pittorica.

## Opere nei musei

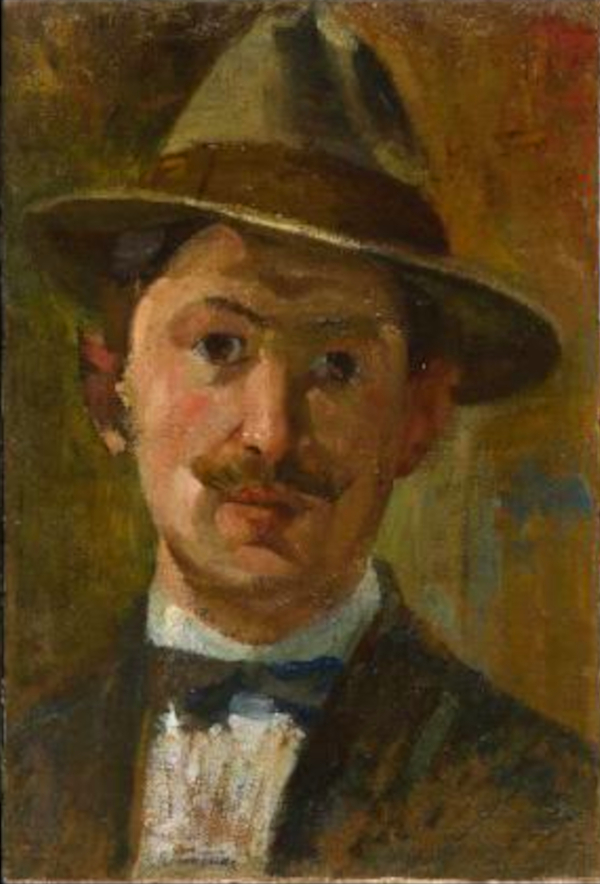
Gentiluomo con cappello, Civica raccolta d'arte di Medole.

Dipinti di Giuseppe Guindani sono conservate in collezioni pubbliche:
- Gentiluomo con cappello[1], Civica raccolta d'arte di Medole, Medole (MN)
- Mantova dalla finestra dello studio (1920), Museo civico di Palazzo Te, Mantova
- Il cieco all'osteria (1928), Museo civico di Palazzo Te, Mantova
- Le amiche (1922), Musei Vaticani (sezione moderna), Roma
- Autunno a Garda (s.d.), Galleria d'arte moderna della Provincia, Mantova
- Porto a Garda (s.d.), Galleria d'arte moderna della Provincia, Mantova
- Ritratto di don Igino Rossini (1930), Museo diocesano Francesco Gonzaga, Mantova
- Ritratto di mons. Anacleto Trazzi (1938), Museo diocesano Francesco Gonzaga, Mantova
- Porto Catena (1928), Galleria della Camera di Commercio, Mantova
- Tremosine (1937), Galleria della Camera di Commercio, Mantova
- Nel giardino (1936), Galleria d'arte moderna (GAM), Milano
- La pozza (1943), Galleria d'arte della Banca Agricola Mantovana, Mantova
- Il rio (1943), Galleria d'arte della Banca Agricola Mantovana, Mantova